# Chorisoneura multivenosa
Chorisoneura multivenosa es una especie de cucaracha del género Chorisoneura, familia Ectobiidae. Fue descrita científicamente por Saussure en 1869.
Habita en Guayana Francesa.